# Các đội tuyển bóng đá quốc gia Việt Nam năm 2025
Dưới đây là lịch và kết quả thi đấu của một số đội tuyển bóng đá quốc gia Việt Nam các cấp trong năm 2025. Bàn thắng của các đội tuyển Việt Nam được liệt kê trước.

## Nam

### Đội tuyển nam quốc gia
Giải vô địch bóng đá ASEAN 2024
| Ngày                                              | Địa điểm           | Đối thủ  | Tỷ số | Vòng đấu            | Cầu thủ ghi bàn                                                    | Chi tiết |
| ------------------------------------------------- | ------------------ | -------- | ----- | ------------------- | ------------------------------------------------------------------ | -------- |
| 2 tháng 1                                         | Phú Thọ, Việt Nam  | Thái Lan | 2–1   | Chung kết (lượt đi) | - Nguyễn Xuân Son 59', 73'                                         | [ 1 ]    |
| 5 tháng 1                                         | Băng Cốc, Thái Lan | Thái Lan | 3–2   | Chung kết (lượt về) | - Phạm Tuấn Hải 8' - Hemviboon 82' (l.n.) - Nguyễn Hai Long 90+20' | [ 2 ]    |
| Việt Nam vô địch Giải vô địch bóng đá ASEAN 2024. |                    |          |       |                     |                                                                    |          |

Vòng loại Cúp bóng đá châu Á 2027 (Vòng 3)
| Ngày        | Địa điểm               | Đối thủ  | Tỷ số | Vòng đấu | Cầu thủ ghi bàn                                                                             | Chi tiết |
| ----------- | ---------------------- | -------- | ----- | -------- | ------------------------------------------------------------------------------------------- | -------- |
| 25 tháng 3  | Bình Dương, Việt Nam   | Lào      | 5–0   | Bảng F   | - Châu Ngọc Quang 11' - Nguyễn Văn Vĩ 44', 50' - Nguyễn Hai Long 63' - Nguyễn Quang Hải 84' | [ 3 ]    |
| 10 tháng 6  | Kuala Lumpur, Malaysia | Malaysia | 0–4   | Bảng F   |                                                                                             |          |
| 9 tháng 10  | Bình Dương, Việt Nam   | Nepal    |       | Bảng F   |                                                                                             |          |
| 14 tháng 10 | Kathmandu, Nepal       | Nepal    |       | Bảng F   |                                                                                             |          |
| 18 tháng 11 | Viêng Chăn, Lào        | Lào      |       | Bảng F   |                                                                                             |          |

Giao hữu
| Ngày       | Địa điểm             | Đối thủ   | Tỷ số | Vòng đấu | Cầu thủ ghi bàn                           | Chi tiết |
| ---------- | -------------------- | --------- | ----- | -------- | ----------------------------------------- | -------- |
| 19 tháng 3 | Bình Dương, Việt Nam | Campuchia | 2–1   | Giao hữu | - Nguyễn Hai Long 26' - Nguyễn Văn Vĩ 35' |          |

### Đội tuyển U-22,U-23 quốc gia
Giải bóng đá giao hữu quốc tế CFA Team China Diêm Thành 2025
| Ngày                                                                                     | Địa điểm             | Đối thủ    | Tỷ số | Vòng đấu | Cầu thủ ghi bàn         | Chi tiết    |
| ---------------------------------------------------------------------------------------- | -------------------- | ---------- | ----- | -------- | ----------------------- | ----------- |
| 20 tháng 3                                                                               | Giang Tô, Trung Quốc | Hàn Quốc   | 1–1   | Vòng 1   | - Nguyễn Thanh Nhàn 53' | [ 5 ]       |
| 23 tháng 3                                                                               | Giang Tô, Trung Quốc | Uzbekistan | 0–0   | Vòng 2   |                         | [ 6 ]       |
| 25 tháng 3                                                                               | Giang Tô, Trung Quốc | Trung Quốc | 1–1   | Vòng 3   | - Nguyễn Quốc Việt 31'  | [ 7 ] [ 8 ] |
| Việt Nam giành hạng ba tại Giải bóng đá giao hữu quốc tế CFA Team China Diêm Thành 2025. |                      |            |       |          |                         |             |

Giải vô địch bóng đá U-23 ASEAN 2025
| Ngày                                                   | Địa điểm           | Đối thủ     | Tỷ số | Vòng đấu  | Cầu thủ ghi bàn                                   | Chi tiết |
| ------------------------------------------------------ | ------------------ | ----------- | ----- | --------- | ------------------------------------------------- | -------- |
| 19 tháng 7                                             | Bekasi, Indonesia  | Lào         | 3–0   | Bảng B    | - Khuất Văn Khang 19' - Nguyễn Hiểu Minh 71', 84' |          |
| 22 tháng 7                                             | Jakarta, Indonesia | Campuchia   | 2–1   | Bảng B    | - Phạm Lý Đức 35' - Nguyễn Đình Bắc 83'           |          |
| 25 tháng 7                                             | Jakarta, Indonesia | Philippines | 2–1   | Bán kết   | - Nguyễn Đình Bắc 41' - Nguyễn Xuân Bắc 54'       |          |
| 29 tháng 7                                             | Jakarta, Indonesia | Indonesia   | 1–0   | Chung kết | - Nguyễn Công Phương 37'                          |          |
| Việt Nam vô địch Giải vô địch bóng đá U-23 ASEAN 2025. |                    |             |       |           |                                                   |          |

Vòng loại Cúp bóng đá U-23 châu Á 2026
| Ngày      | Địa điểm          | Đối thủ    | Tỷ số | Vòng đấu | Cầu thủ ghi bàn | Chi tiết |
| --------- | ----------------- | ---------- | ----- | -------- | --------------- | -------- |
| 3 tháng 9 | Phú Thọ, Việt Nam | Bangladesh |       | Bảng C   |                 |          |
| 6 tháng 9 | Phú Thọ, Việt Nam | Singapore  |       | Bảng C   |                 |          |
| 9 tháng 9 | Phú Thọ, Việt Nam | Yemen      |       | Bảng C   |                 |          |

Giao hữu
| Ngày      | Địa điểm                        | Đối thủ           | Tỷ số | Vòng đấu | Cầu thủ ghi bàn                                                                                         | Chi tiết |
| --------- | ------------------------------- | ----------------- | ----- | -------- | --- | -------- |
| 2 tháng 7 | Thành phố Hồ Chí Minh, Việt Nam | Đài Bắc Trung Hoa | 5–0   | Giao hữu | - Nguyễn Phi Hoàng 9' - Nguyễn Văn Trường 36' - Nguyễn Quốc VIệt 45' - Lê Văn Thuận 68' - Viktor Le 79' | [ 9 ]    |
| 4 tháng 7 | Thành phố Hồ Chí Minh, Việt Nam | Đài Bắc Trung Hoa | 2–1   | Giao hữu | - Khuất Văn Khang 9' - Nguyễn Quốc VIệt 55'                                                             | [ 10 ]   |

### Đội tuyển U-16, U-17 quốc gia
Cúp bóng đá U-17 châu Á 2025
| Ngày | Địa điểm           | Đối thủ  | Tỷ số | Vòng đấu | Cầu thủ ghi bàn              | Chi tiết |
| --- | ------------------ | -------- | ----- | -------- | ---------------------------- | -------- |
| 4 tháng 4 | Ta'if, Ả Rập Xê Út | Úc       | 1–1   | Bảng B   | - Hoàng Trọng Duy Khang 49'  |          |
| 7 tháng 4 | Ta'if, Ả Rập Xê Út | Nhật Bản | 1–1   | Bảng B   | - Trần Gia Bảo 90+6' (ph.đ.) |          |
| 10 tháng 4 | Ta'if, Ả Rập Xê Út | UAE      | 1–1   | Bảng B   | - Hoàng Trọng Duy Khang 23'  |          |
| Việt Nam xếp cuối Bảng B và dừng chân tại vòng bảng Cúp bóng đá U-17 châu Á 2025, không thể giành quyền tham dự Giải vô địch bóng đá U-17 thế giới 2025. |                    |          |       |          |                              |          |

Giải bóng đá U-16 Quốc tế CFA Team China Hồi Hột 2025
| Ngày                                                                              | Địa điểm             | Đối thủ     | Tỷ số | Vòng đấu | Cầu thủ ghi bàn                                      | Chi tiết |
| --------------------------------------------------------------------------------- | -------------------- | ----------- | ----- | -------- | ---------------------------------------------------- | -------- |
| 28 tháng 5                                                                        | Nội Mông, Trung Quốc | Úc          | 1–2   | Vòng 1   | - Lê Trọng Đại Nhân 45+2'                            | [ 11 ]   |
| 30 tháng 5                                                                        | Nội Mông, Trung Quốc | Trung Quốc  | 2–2   | Vòng 2   | - Nguyễn Văn Dương 47' - Lê Sỹ Bách 85'              | [ 12 ]   |
| 1 tháng 6                                                                         | Nội Mông, Trung Quốc | Ả Rập Xê Út | 2–1   | Vòng 3   | - Nguyễn Lê Quang Khôi 29' - Chu Ngọc Nguyễn Lực 82' | [ 13 ]   |
| Việt Nam giành hạng ba tại Giải bóng đá U-16 Quốc tế CFA Team China Hồi Hột 2025. |                      |             |       |          |                                                      |          |

Vòng loại Cúp bóng đá U-17 châu Á 2026
| Ngày        | Địa điểm         | Đối thủ              | Tỷ số | Vòng đấu | Cầu thủ ghi bàn | Chi tiết |
| ----------- | ---------------- | -------------------- | ----- | -------- | --------------- | -------- |
| 22 tháng 11 | Hà Nội, Việt Nam | Singapore            |       | Bảng C   |                 |          |
| 24 tháng 11 | Hà Nội, Việt Nam | Quần đảo Bắc Mariana |       | Bảng C   |                 |          |
| 26 tháng 11 | Hà Nội, Việt Nam | Hồng Kông            |       | Bảng C   |                 |          |
| 28 tháng 11 | Hà Nội, Việt Nam | Ma Cao               |       | Bảng C   |                 |          |
| 30 tháng 11 | Hà Nội, Việt Nam | Malaysia             |       | Bảng C   |                 |          |

Giao hữu
| Ngày       | Địa điểm     | Đối thủ | Tỷ số | Vòng đấu | Cầu thủ ghi bàn    | Chi tiết |
| ---------- | ------------ | ------- | ----- | -------- | ------------------ | -------- |
| 25 tháng 3 | Muscat, Oman | Oman    | 1–0   | Giao hữu | - Bùi Duy Đăng 82' | [ 14 ]   |
| 27 tháng 3 | Muscat, Oman | Oman    | 1–0   | Giao hữu | - Lê Tấn Dũng 69'  | [ 15 ]   |

### Đội tuyển futsal quốc gia
Vòng loại Cúp bóng đá trong nhà châu Á 2026
| Ngày       | Địa điểm                | Đối thủ    | Tỷ số | Vòng đấu | Cầu thủ ghi bàn | Chi tiết |
| ---------- | ----------------------- | ---------- | ----- | -------- | --------------- | -------- |
| 20 tháng 9 | Chiết Giang, Trung Quốc | Hồng Kông  |       | Bảng C   |                 |          |
| 22 tháng 9 | Chiết Giang, Trung Quốc | Trung Quốc |       | Bảng C   |                 |          |
| 24 tháng 9 | Chiết Giang, Trung Quốc | Liban      |       | Bảng C   |                 |          |

Giao hữu
| Ngày       | Địa điểm                        | Đối thủ     | Tỷ số | Vòng đấu | Cầu thủ ghi bàn                                                                      | Chi tiết |
| ---------- | ------------------------------- | ----------- | ----- | -------- | ------------------------------------------------------------------------------------ | -------- |
| 8 tháng 4  | Thành phố Hồ Chí Minh, Việt Nam | Ả Rập Xê Út | 2–1   | Giao hữu | - Nguyễn Thịnh Phát 22:04 - Vũ Ngọc Ánh 32:07                                        | [ 16 ]   |
| 10 tháng 4 | Thành phố Hồ Chí Minh, Việt Nam | Ả Rập Xê Út | 3–1   | Giao hữu | - Nguyễn Mạnh Dũng 25:38 - Aldossary 32:09 (l.n.) - Trần Thái Huy 39:20              | [ 17 ]   |
| 13 tháng 4 | Thành phố Hồ Chí Minh, Việt Nam | Kazakhstan  | 4–1   | Giao hữu | - Từ Minh Quang 14:09 - Châu Đoàn Phát 38:37 - Hồ Văn Ý 39:09 - Đinh Công Viên 39:52 | [ 18 ]   |
| 15 tháng 4 | Thành phố Hồ Chí Minh, Việt Nam | Kazakhstan  | 2–2   | Giao hữu | - Đinh Công Viên 16' - Nguyễn Mạnh Dũng 23'                                          | [ 19 ]   |

### Đội tuyển bóng đá bãi biển quốc gia
Cúp bóng đá bãi biển châu Á 2025
| Ngày                                                                                  | Địa điểm           | Đối thủ  | Tỷ số        | Vòng đấu | Cầu thủ ghi bàn                                            | Chi tiết |
| ------------------------------------------------------------------------------------- | ------------------ | -------- | ------------ | -------- | ---------------------------------------------------------- | -------- |
| 21 tháng 3                                                                            | Chonburi, Thái Lan | Oman     | 1–7          | Bảng D   | - Phan Đạt 25'                                             |          |
| 23 tháng 3                                                                            | Chonburi, Thái Lan | Bahrain  | 4–2 (s.h.p.) | Bảng D   | - Trần Ngọc Bảo 23' - Phan Đạt 32', 38' - Mai Văn Mãnh 37' |          |
| 25 tháng 3                                                                            | Chonburi, Thái Lan | Malaysia | 1–3          | Bảng D   | - Phạm Trường Dũ 34'                                       | [ 20 ]   |
| Việt Nam xếp cuối Bảng D và dừng chân tại vòng bảng Cúp bóng đá bãi biển châu Á 2025. |                    |          |              |          |                                                            |          |

Giao hữu
| Ngày       | Địa điểm          | Đối thủ     | Tỷ số | Vòng đấu | Cầu thủ ghi bàn                                                                             | Chi tiết |
| ---------- | ----------------- | ----------- | ----- | -------- | ------------------------------------------------------------------------------------------- | -------- |
| 8 tháng 3  | Đà Nẵng, Việt Nam | Imane       | 4–3   | Giao hữu | - Phan Đạt - Mai Văn Mãnh - Nguyễn Hoàng Quân                                               | [ 21 ]   |
| 10 tháng 3 | Đà Nẵng, Việt Nam | Imane       | 1–6   | Giao hữu |                                                                                             | [ 22 ]   |
| 12 tháng 3 | Đà Nẵng, Việt Nam | Imane       | 6–8   | Giao hữu | - Võ Hoàng Phú Quý - Mai Văn Mãnh - Hồ Quốc Hưng - Hồ Quang Hưng - Phan Đạt - Trần Ngọc Bảo |          |
| 15 tháng 3 | Pattaya, Thái Lan | Trung Quốc  | 3–4   | Giao hữu |                                                                                             |          |
| 16 tháng 3 | Pattaya, Thái Lan | Ả Rập Xê Út | 2–6   | Giao hữu |                                                                                             |          |

## Nữ

### Đội tuyển nữ quốc gia
Vòng loại Cúp bóng đá nữ châu Á 2026
| Ngày                                                                      | Địa điểm          | Đối thủ  | Tỷ số | Vòng đấu | Cầu thủ ghi bàn | Chi tiết |
| ------------------------------------------------------------------------- | ----------------- | -------- | ----- | -------- | --- | -------- |
| 29 tháng 6                                                                | Phú Thọ, Việt Nam | Maldives | 7–0   | Bảng E   | - Ngân Thị Vạn Sự 7', 11' - Nguyễn Thị Bích Thùy 14' - Nguyễn Thị Vạn 25' - Nguyễn Thị Mỹ Anh 30' - Ngọc Minh Chuyên 44' - Phạm Hải Yến 67' |          |
| 2 tháng 7                                                                 | Phú Thọ, Việt Nam | UAE      | 6–0   | Bảng E   | - Chương Thị Kiều 11' - Thái Thị Thảo 14' - Nguyễn Thị Vạn 43', 51' - Phạm Hải Yến 64' - Ngân Thị Vạn Sự 90+4'                              |          |
| 5 tháng 7                                                                 | Phú Thọ, Việt Nam | Guam     | 4–0   | Bảng E   | - Nguyễn Thị Vạn 1' - Nguyễn Thị Bích Thùy 13', 25' - Lê Thị Diễm My 73'                                                                    |          |
| Việt Nam đứng nhất Bảng E và giành vé tham dự Cúp bóng đá nữ châu Á 2026. |                   |          |       |          | |          |

Giải vô địch bóng đá nữ ASEAN 2025
| Ngày                                                           | Địa điểm            | Đối thủ   | Tỷ số | Vòng đấu      | Cầu thủ ghi bàn | Chi tiết |
| -------------------------------------------------------------- | ------------------- | --------- | ----- | ------------- | --- | -------- |
| 6 tháng 8                                                      | Hải Phòng, Việt Nam | Campuchia | 6–0   | Bảng A        | - Dương Thị Vân 7' - Ngân Thị Vạn Sự 11' - Phạm Hải Yến 14' - Nguyễn Thị Vạn 17' - Nguyễn Thị Trúc Hương 51' - Thái Thị Thảo 60'                  |          |
| 9 tháng 8                                                      | Hải Phòng, Việt Nam | Indonesia | 7–0   | Bảng A        | - Nguyễn Thị Bích Thùy 25' - Hoàng Thị Loan 28' - Phạm Hải Yến 69', 85' - Ngân Thị Vạn Sự 71' - Trần Thị Thu Thảo 81' - Nguyễn Thị Tuyết Dung 89' |          |
| 12 tháng 8                                                     | Hải Phòng, Việt Nam | Thái Lan  | 1–0   | Bảng A        | - Trần Thị Thu Thảo 36' |          |
| 16 tháng 8                                                     | Hải Phòng, Việt Nam | U-23 Úc   | 1–2   | Bán kết       | - Nguyễn Thị Bích Thùy 88' |          |
| 19 tháng 8                                                     | Hải Phòng, Việt Nam | Thái Lan  | 3–1   | Tranh hạng ba | - Phạm Hải Yến 45' - Huỳnh Như 65' - Nguyễn Thị Bích Thùy 68'                                                                                     |          |
| Việt Nam giành hạng ba tại Giải vô địch bóng đá nữ ASEAN 2025. |                     |           |       |               | |          |

Tập huấn tại Nhật Bản
| Ngày       | Địa điểm        | Đối thủ                                     | Tỷ số | Vòng đấu | Cầu thủ ghi bàn                              | Chi tiết |
| ---------- | --------------- | ------------------------------------------- | ----- | -------- | -------------------------------------------- | -------- |
| 11 tháng 6 | Osaka, Nhật Bản | Iga Kuinichi Mie                            | 3–2   | Giao hữu | - Nguyễn Thị Vạn 16' - Phạm Hải Yến 75', 86' | [ 23 ]   |
| 13 tháng 6 | Osaka, Nhật Bản | Đại học Tezukayama Gakuin                   | 3–1   | Giao hữu | - Huỳnh Như 53', 65' - Nguyễn Thị Hoa 80'    | [ 24 ]   |
| 15 tháng 6 | Osaka, Nhật Bản | Đại học Sức khỏe, Thể thao & Khoa học Osaka | 1–1   | Giao hữu | - Trần Thị Thu Thảo 15'                      | [ 25 ]   |

Giao hữu
| Ngày       | Địa điểm         | Đối thủ          | Tỷ số | Vòng đấu | Cầu thủ ghi bàn        | Chi tiết |
| ---------- | ---------------- | ---------------- | ----- | -------- | ---------------------- | -------- |
| 16 tháng 5 | Hà Nội, Việt Nam | SV Werder Bremen | 1–4   | Giao hữu | - Ngọc Minh Chuyên 63' | [ 26 ]   |

### Đội tuyển U-20 nữ quốc gia
Giải vô địch bóng đá U-19 nữ ASEAN 2025
| Ngày                                                                    | Địa điểm                        | Đối thủ    | Tỷ số | Vòng đấu  | Cầu thủ ghi bàn | Chi tiết |
| ----------------------------------------------------------------------- | ------------------------------- | ---------- | ----- | --------- | --- | -------- |
| 9 tháng 6                                                               | Thành phố Hồ Chí Minh, Việt Nam | Myanmar    | 2–0   | Bảng A    | - Nguyễn Thị Thùy Linh 35' - Ngân Thị Thanh Hiếu 40'                                                                               |          |
| 11 tháng 6                                                              | Thành phố Hồ Chí Minh, Việt Nam | Đông Timor | 6–0   | Bảng A    | - Đỗ Thị Thúy Hoa 10', 25' - Lê Thị Trang 34' - Đậu Nguyễn Quỳnh Anh 62' - Nguyễn Thị Quý 77' - Trương Thị Hoài Trinh 86'          |          |
| 13 tháng 6                                                              | Thành phố Hồ Chí Minh, Việt Nam | Lào        | 8–0   | Bảng A    | - Lê Thị Trang 5', 9' - Nguyễn Thu Trang 14' - Nguyễn Vĩnh Thục Nghi 18' - Lưu Hoàng Vân 29', 34', 77' - Trương Thị Hoài Trinh 47' |          |
| 16 tháng 6                                                              | Thành phố Hồ Chí Minh, Việt Nam | Indonesia  | 4–0   | Bán kết   | - Tạ Thị Hồng Minh 10' - Lưu Hoàng Vân 36', 53' - Trương Thị Hoài Trinh 47'                                                        |          |
| 18 tháng 6                                                              | Thành phố Hồ Chí Minh, Việt Nam | Thái Lan   | 1–3   | Chung kết | - Đỗ Thị Thúy Nga 51' (ph.đ.) |          |
| Việt Nam giành ngôi á quân tại Giải vô địch bóng đá U-19 nữ ASEAN 2025. |                                 |            |       |           | |          |

Vòng loại Cúp bóng đá U-20 nữ châu Á 2026
| Ngày                                                                           | Địa điểm         | Đối thủ    | Tỷ số | Vòng đấu | Cầu thủ ghi bàn | Chi tiết |
| ------------------------------------------------------------------------------ | ---------------- | ---------- | ----- | -------- | --- | -------- |
| 6 tháng 8                                                                      | Hà Nội, Việt Nam | Singapore  | 5–0   | Bảng B   | - Nguyễn Vĩnh Thục Nghi 15' - Y Za Lương 48' - Nguyễn Ngô Thảo Nguyên 50' - Nguyễn Thị Thương 86' - Cà Thị Phượng 88'           |          |
| 8 tháng 8                                                                      | Hà Nội, Việt Nam | Hồng Kông  | 6–0   | Bảng B   | - Trương Thị Hoài Trinh 15', 34' - Ngân Thị Thanh Hiếu 46' - Nguyễn Thị Thùy Linh 65' - Lưu Hoàng Vân 67' - Đỗ Thị Thúy Nga 89' |          |
| 10 tháng 8                                                                     | Hà Nội, Việt Nam | Kyrgyzstan | 3–0   | Bảng B   | - Lưu Hoàng Vân 3' - Đào Khánh Vy 28' - Y Za Lương 74'                                                                          |          |
| Việt Nam đứng nhất Bảng B và giành vé tham dự Cúp bóng đá U-20 nữ châu Á 2026. |                  |            |       |          | |          |

### Đội tuyển U-16, U-17 nữ quốc gia
Giải vô địch bóng đá U-17 nữ ASEAN 2025
| Ngày       | Địa điểm             | Đối thủ   | Tỷ số | Vòng đấu | Cầu thủ ghi bàn | Chi tiết |
| ---------- | -------------------- | --------- | ----- | -------- | --------------- | -------- |
| 21 tháng 8 | Surakarta, Indonesia | Campuchia |       | Bảng B   |                 |          |
| 25 tháng 8 | Surakarta, Indonesia | Myanmar   |       | Bảng B   |                 |          |

Vòng loại Cúp bóng đá U-17 nữ châu Á 2026
| Ngày        | Địa điểm                        | Đối thủ   | Tỷ số | Vòng đấu | Cầu thủ ghi bàn | Chi tiết |
| ----------- | ------------------------------- | --------- | ----- | -------- | --------------- | -------- |
| 13 tháng 10 | Thành phố Hồ Chí Minh, Việt Nam | Guam      |       | Bảng D   |                 |          |
| 17 tháng 10 | Thành phố Hồ Chí Minh, Việt Nam | Hồng Kông |       | Bảng D   |                 |          |

Giao hữu
| Ngày      | Địa điểm         | Đối thủ  | Tỷ số | Vòng đấu | Cầu thủ ghi bàn                                 | Chi tiết |
| --------- | ---------------- | -------- | ----- | -------- | ----------------------------------------------- | -------- |
| 3 tháng 4 | Hà Nội, Việt Nam | Thái Lan | 2–1   | Giao hữu | - Nguyễn Thị Linh Chi 35' - Trương Yến Linh 55' | [ 27 ]   |

### Đội tuyển futsal nữ quốc gia
Vòng loại Cúp bóng đá trong nhà nữ châu Á 2025
| Ngày                                                                                   | Địa điểm        | Đối thủ           | Tỷ số | Vòng đấu | Cầu thủ ghi bàn | Chi tiết |
| -------------------------------------------------------------------------------------- | --------------- | ----------------- | ----- | -------- | --- | -------- |
| 15 tháng 1                                                                             | Yangon, Myanmar | Myanmar           | 5–1   | Bảng D   | - K'Thủa 02:46, 33:36 - Nguyễn Phương Anh 08:35, 13:41 - Trần Thị Thu Xuân 11:27 | [ 28 ]   |
| 17 tháng 1                                                                             | Yangon, Myanmar | Ma Cao            | 21–0  | Bảng D   | - Nguyễn Phương Anh 01:48, 10:24 - Lê Thị Thanh Ngân 02:36, 22:13 - Nguyễn Thị Tú Anh 05:45, 30:05, 31:18, 38:21 - Lam Lok I 08:44 (l.n.) - Trần Nguyệt Vi 12:43, 27:04 - Trần Thị Thùy Trang 13:36 (pen.), 27:40, 33:42 - K'Thủa 14:21, 25:58 - Trần Thị Thu Xuân 16:27, 18:01, 19:51 - Trần Thị Lan Mai 18:15 - Nguyễn Thị Vân Anh 19:16 | [ 29 ]   |
| 19 tháng 1                                                                             | Yangon, Myanmar | Đài Bắc Trung Hoa | 2–2   | Bảng D   | - Lê Thị Thanh Ngân 10:05 - Biện Thị Hằng 38:48 |          |
| Việt Nam đứng nhất Bảng D và giành quyền tham dự Cúp bóng đá trong nhà nữ châu Á 2025. |                 |                   |       |          | |          |

Cúp bóng đá trong nhà nữ châu Á 2025
| Ngày | Địa điểm             | Đối thủ     | Tỷ số | Vòng đấu | Cầu thủ ghi bàn                                                                                                | Chi tiết |
| --- | -------------------- | ----------- | ----- | -------- | --- | -------- |
| 7 tháng 5 | Nội Mông, Trung Quốc | Hồng Kông   | 5–3   | Bảng B   | - Chan Wing Sze 12:40 (l.n.) - Lê Thị Thanh Ngân 12:48, 31:35 - Trần Thị Thu Xuân 19:25 - Trần Nguyệt Vi 30:50 |          |
| 9 tháng 5 | Nội Mông, Trung Quốc | Philippines | 3–0   | Bảng B   | - Trịnh Nguyễn Thanh Hằng 21:34 - Trần Thị Thu Xuân 32:59 - Lê Thị Thanh Ngân 39:09 (2pen.)                    |          |
| 11 tháng 5 | Nội Mông, Trung Quốc | Iran        | 0–0   | Bảng B   | |          |
| 11 tháng 5 | Nội Mông, Trung Quốc | Nhật Bản    | 0–2   | Tứ kết   | |          |
| Việt Nam dừng chân tại tứ kết Cúp bóng đá trong nhà nữ châu Á 2025, không thể giành quyền tham dự Cúp bóng đá trong nhà nữ thế giới 2025. |                      |             |       |          | |          |

Giao hữu
| Ngày       | Địa điểm             | Đối thủ               | Tỷ số       | Vòng đấu | Cầu thủ ghi bàn                              | Chi tiết |
| ---------- | -------------------- | --------------------- | ----------- | -------- | -------------------------------------------- | -------- |
| 23 tháng 4 | Chiba, Nhật Bản      | Fugador Sumiga Ladies | 2–0         | Giao hữu | - Lê Thị Thanh Ngân 3', 8'                   | [ 30 ]   |
| 25 tháng 4 | Chiba, Nhật Bản      | Nhật Bản              | 1–4         | Giao hữu | - Trần Thị Thu Xuân 39:29                    | [ 31 ]   |
| 3 tháng 5  | Nội Mông, Trung Quốc | Trung Quốc            | 2–2 (3–4 p) | Giao hữu | - Biện Thị Hằng 31' - Phó Ngọc Thanh Thy 31' | [ 32 ]   |